# مزققة ثنائية الشكل
مزققة ثنائية الشكل (الاسم العلمي:Ascobolus difformis) هي نوع من الفطريات تتبع جنس المزققة من الفصيلة المزققية.